# PSO J145.5964+19.3565
PSO J145.5964+19.3565 (abrégé en PSO145+19), est un très lointain et vieux quasar. Situé à 12,95 milliards d'années-lumière, on l'observe tel qu'il était il y a 12,95 milliards d'années, lors d'une phase de l'univers primordial. Il est abrité par un objet, PSO J145.5964+19.3565N, une galaxie de Wolf-Rayet extrêmement âgée, datant probablement des premiers âges de l'univers. Le quasar et sa galaxie hôte, ont tous deux été découverts le 20 août 2016 par Ekaterina Koptelova et Chorng-Yuan Hwang lors d'une observation du ciel profond avec le réseau de radiotélescopes ALMA, situé dans le désert d'Atacama, au Chili. Les deux astres seront ensuite révélés dans un article publié le 26 juin 2019 dans la revue scientifique The Astrophysical Journal.

## Gaz moléculaire
La découverte de PSO145+19 et sa galaxie hôte, marquent un événement dans l'astronomie et l'astrophysique, puisqu'il s'agit de la première fois que du gaz moléculaire est détecté au-delà d'un décalage vers le rouge de 7 (soit une distance de 3 951 ± 10 Mpc (∼12,9 milliards d'al). Le gaz moléculaire a été détecté sous la forme d'une forte raie d'émission de carbone par le radiotélescope ALMA, la position de la source de carbone sera ensuite reliée avec le quasar PSO145+19, en raison de leurs positions respectives. Le quasar et sa galaxie hôte sont aussi des sources de masers astronomiques dans une bande de 793,62 GHz, correspondant à de l'eau moléculaire.
L'intérêt d'étude pour cette galaxie et que le gaz moléculaire peut constituer une fraction significative de la masse totale des galaxies formatrices d'étoiles à décalage vers le rouge élevé et des galaxies hôtes de quasars lointains. Les propriétés physiques du gaz moléculaire fournissent des informations importantes sur la formation des galaxies massives et leur coévolution avec les trous noirs supermassifs présent en leurs centres.
Le monoxyde de carbone est le traceur de gaz moléculaire le plus courant. Les détections actuelles les plus éloignées de gaz moléculaire utilisant l'émission de raies de carbone proviennent des galaxies hôtes de quasars lumineux et de galaxies massives formant des étoiles à des décalages vers le rouge allant de 6 à 6,9. Ces galaxies sont parmi les plus grands réservoirs de gaz moléculaire connus à haut décalage vers le rouge. Dans la phase de l'univers où se situe PSO145+19, le carbone (et le monoxyde de carbone) connait une transition d'atome neutre à atome ionisé, dans la phase de réionisation. Les transitions de carbone peuvent potentiellement être utilisées pour rechercher de nouvelles galaxies et quasars formant des étoiles à décalage vers le rouge élevé, en particulier pour ceux qui sont peu lumineux.
Le fait que le quasar trace le gaz moléculaire est en cohésion avec les modèles de formation et d'évolution des galaxies, puisqu'à l'époque où l'on observe PSO145+19 (c'est-à-dire l'univers primordial), les galaxies sont principalement composées de gaz moléculaire ainsi que de poussières. Le gaz est ensuite ionisé lors de la réionisation de l'univers, et il deviendra du gaz ionisé. La présence de carbone est elle aussi normale (en prenant en compte que les modèles de formation et évolution des galaxies sont justes) mais la présence d'eau est d'origine inconnue.
Les observations d'ALMA suggèrent que le quasar et la galaxie hôte abritent (25,7 ± 2,9) × 1010 M☉ et (29,1 ± 3,1) × 1010 M☉ respectivement, de matière marquée par les masers d'eau. Les mesures des raies de carbone prédisent une masse carbonique (masse du carbone présent dans les deux astres) de (36,6 ± 13,8) × 1010 M☉ pour le quasar, et (61,7 ± 7,8) × 1010 M☉ pour la galaxie.
Ses mêmes observations montrent que les masers d'eau proviennent de nuages de gaz dense (densité de 106 cm-3) et chauffé à une température de ~1 000 K. En comparaison, les raies de carbone suggèrent des nuages de gaz d'une densité de 103 à 5 cm-3 et chauffé à une température de ~100 K.

## Séparation
PSO145+19 est une source d'une raie Lyman-alpha qui semble montrer une séparation entre le quasar et sa galaxie hôte. La séparation est marquée par un décalage (entre les deux astres) de 1 mas, ce qui correspond à une distance de 5 ± 1 kpc (∼16 300 al) entre le centre du quasar et de la galaxie. En raison de leurs décalages vers le rouge tout à fait similaires, les deux astres sont forcément liés. De plus, leurs vitesses radiales et leurs parallaxes sont les mêmes, il est donc possible que le quasar soit juste espacé du centre de sa propre galaxie. Le décalage peut s'expliquer par différents phénomènes (comme un trou noir en collision, tel qu'observé avec 3C 186) mais aucun n'a été confirmé. La raie Lyman-alpha en question est due à la formation active d'étoiles présente dans la galaxie hôte du quasar.

## Galaxies
Grâce à la surveillance en continu du Pan-STARRS, un éclaircissement de la luminosité de PSO145+19 a été détecté dans les bandes Z et Y. En supposant que cette variation est entraînée par une éruption d'ultraviolet, les scientifiques estiment une taille de disque d'accrétion d'environ ~100 a.l. La taille déduite est cohérente avec les tailles des disques d'accrétion des quasars estimées à l'aide de microlentilles.
Ainsi, les deux objets (PSO145+19 et PSO145+19N) et l'émission Lyman-α de PSO145+19 à des décalages vers le rouge similaires indiquent que PSO145+19, initialement sélectionné comme candidat quasar à source unique, pourrait représenter un système de plusieurs quasars en interaction ou une galaxie hébergeant éventuellement un ou plusieurs quasars. La luminosité proche infrarouge du système indique une formation intensive d'étoiles qui pourrait avoir été déclenchée par l'interaction entre deux galaxies. L'émission de masers d'eau est généralement associée à ces régions centrales de formation d'étoiles. L'émission d'eau de PSO145+19N pourrait également indiquer une formation intensive d'étoiles dans le gaz dense. Cette formation d'étoiles pourrait se produire dans plusieurs protogalaxies en interaction, ou dans les noyaux de formation d'étoiles non résolus au sein d'une galaxie massive riche en gaz.
Les luminosités estimées de PSO145+19 et PSO145+19N impliquent qu'elles contiennent de l'ordre de 1011 M☉ d'hydrogène moléculaire. Les masses de gaz de PSO145+19, dérivées à l'aide des mesures effectuées sur d'autres objets de même type, telle que SMM J16359+6612 et IRAS F10214+4724.